# Piet Ouborg
Pieter (Piet) Ouborg (* 10. März 1893 in Dordrecht; † 3. Juni 1956 in Den Haag) war ein niederländischer Maler und Grafiker des Surrealismus. Sein Werk wird zur „Neuen Haager Schule“ (Nieuwe Haagse School) gerechnet.

## Leben
Ouborg war Lehrer für Englisch und Französisch in Dordrecht. Um dem Kriegsdienst im Ersten Weltkrieg zu entgehen, ging er 1916 als Lehrer nach Niederländisch-Indien (Indonesien). Dort begann er als Autodidakt zu zeichnen und zu malen. Bei einem Urlaub in den Niederlanden fint Ouborg 1923 an, mit dem Kubismus zu experimentieren. Bei einem weiteren Urlaub 1931 entdeckte er in Brüssel den Surrealismus, wobei ihn besonders das Werk des katalanischen Malers Joan Miró beeinflusste. Nach seiner endgültigen Rückkehr in die Niederlande 1938 ließ er sich zunächst in Haarlem, dann in Amsterdam und schließlich 1939 in Den Haag nieder, wo er Kunstgeschichte und Zeichnen lehrte.
Während des Zweiten Weltkriegs lernte Ouborg die Maler Karel Appel und Corneille (spätere Mitglieder der Gruppe CoBrA) kennen und hatte auch Verbindung mit Willem Hussem und Jaap Nanninga. 1945 beendete Ouborg seine Lehrtätigkeit und widmete sich ganz seiner eigenen Kunstproduktion.  Er war Mitglied der Künstlervereine Pulchri Studio, Vrij Beelden (1947–1955) und Liga Nieuw Beelden (1955–1956). 1947 stellte er mit der Gruppe Experimentelen im Haager Kunstverein (Haagsche Kunstkring) aus. Sein Werk stand  CoBrA nahe, doch wurde er kein Mitglied der Gruppe. In den 1950er Jahren gehörte er zur Gruppe De Nieuwe Ploeg in Voorburg. 1950 wurde ihm – damals nicht unumstritten – für seine Zeichnung „Vater und Sohn“ der Jacob-Maris-Preis für Zeichenkunst verliehen. Er hatte anschließend umfassenden Einzelausstellungen: 1954 im Stedelijk Museum, Amsterdam und 1965 im Van Abbemuseum, Eindhoven.

## Werke in öffentlichem Besitz
- Stedelijk Museum, Amsterdam
- Dordrechts Museum, Dordrecht
- Van Abbemuseum, Eindhoven
- Groninger Museum, Groningen
- Gemeentemuseum Den Haag, Den Haag
- Museum Boijmans Van Beuningen, Rotterdam
- Stedelijk Museum Schiedam, Schiedam

## Ouborg-Preis
1990 stiftete die Stadt Den Haag einen „Ouborgprijs“ genannten Kunstpreises. Erster Preisträger war der Filmemacher Frans Zwartjes. Der Preis wurde zunächst jährlich an Haager Künstler von nationaler und internationaler Bedeutung vergeben; seit 1997 wird er alle zwei Jahre vergeben, er ist mit EUR 4750,– dotiert und mit einer Ausstellung im Gemeentemuseum Den Haag verbunden.